# Lea Massari
Pour les articles homonymes, voir Massari.
Anna Maria Massatani, dite Lea Massari, est une actrice italienne, née le 30 juin 1933 à Rome et morte le 23 juin 2025 dans la même ville.
Principalement active dans le cinéma italien avec des rôles comme celui d'Anna dans L'avventura (1960) de Michelangelo Antonioni ou celui d'Elena Pavinato dans Une vie difficile (1961) de Dino Risi aux côtés d'Alberto Sordi, elle a également joué dans plus d'une vingtaine de films français dont Les Choses de la vie (1970) de Claude Sautet, Le Souffle au cœur (1971) de Louis Malle, La Femme en bleu (1973) de Michel Deville ou Peur sur la ville (1975) d'Henri Verneuil.
Son interprétation aux côtés de Gian Maria Volonté dans Le Christ s'est arrêté à Eboli de Francesco Rosi lui vaut en 1979 le Ruban d'argent de la meilleure actrice dans un second rôle.

## Biographie
Née à Rome, dans le quartier de Monteverde Vecchio, fille d'un ingénieur romain et d'origine ombrienne du côté maternel, Lea Massari a vécu pendant son enfance en Espagne, en France et en Suisse. De retour à Rome, elle s'inscrit à l'université et suit des cours d'architecture au début des années 1950. Entre-temps, elle travaille comme mannequin et collabore avec le décorateur et costumier Piero Gherardi, un ami de la famille, qui l'introduit dans le monde du cinéma. Avec ses traits aristocratiques et raffinés, soulignés par son regard félin et sa voix rauque, elle est remarquée par le réalisateur Mario Monicelli sur le tournage du film Du sang dans le soleil (1954), où Gherardi travaille également. Monicelli la convainc de jouer une fille sarde passionnée aux côtés des protagonistes Amedeo Nazzari et Mel Ferrer. Le rôle de la jeune fille douce et aimante est repris dans Rien que nous deux (1957) de Renato Castellani, où elle est doublée en italien par Adriana Asti. Elle choisit son nom de scène à l'occasion de ses débuts sur le grand écran, à l'âge de 21 ans, en hommage à son fiancé Leo qu'elle devait épouser, mais qui est décédé dans un tragique accident quelques jours avant le mariage.
Dans les années 1960, elle participe à de nombreuses productions italiennes et françaises, jouant des rôles de plus en plus exigeants, le plus souvent de femmes bourgeoises. Elle commence à acquérir une notoriété internationale aux côtés de Gabriele Ferzetti et Monica Vitti dans le film L'avventura (1960) de Michelangelo Antonioni, dans lequel elle joue peut-être le rôle le plus emblématique de la première phase de sa carrière : celui d'une jeune femme rêveuse qui disparaît soudainement. À la même époque, elle figure au générique d'autres films importants : Ça s'est passé à Rome (1960) de Mauro Bolognini d'après le roman d'Alberto Moravia, Le Colosse de Rhodes (1960) de Sergio Leone face à Rory Calhoun, et surtout Une vie difficile (1961) de Dino Risi, face à Alberto Sordi et Franco Fabrizi. Bien que non créditée au générique, elle se fait remarquer dans La Bataille de Naples (1962) de Nanni Loy, qui est suivi d'une apparition dans un autre film de guerre, L'Arsenal de la peur (1962) de Joseph Anthony, avec David Niven et Ben Gazzara. À cette époque, elle reçoit un David di Donatello pour son interprétation dans I sogni muoiono all'alba (1961) de Mario Craveri et Enrico Gras, d'après une pièce d'Indro Montanelli. En 1963, elle candidate pour le rôle de l'épouse de Marcello Mastroianni dans Huit et demi de Federico Fellini, attribué par la suite à Anouk Aimée ; il semble que lors de l'audition pour ce rôle, le réalisateur n'ait pas été convaincu en raison du maquillage effectué par Gherardi. La même année, elle joue aux côtés de Francisco Rabal dans Les Bandits de Carlos Saura.

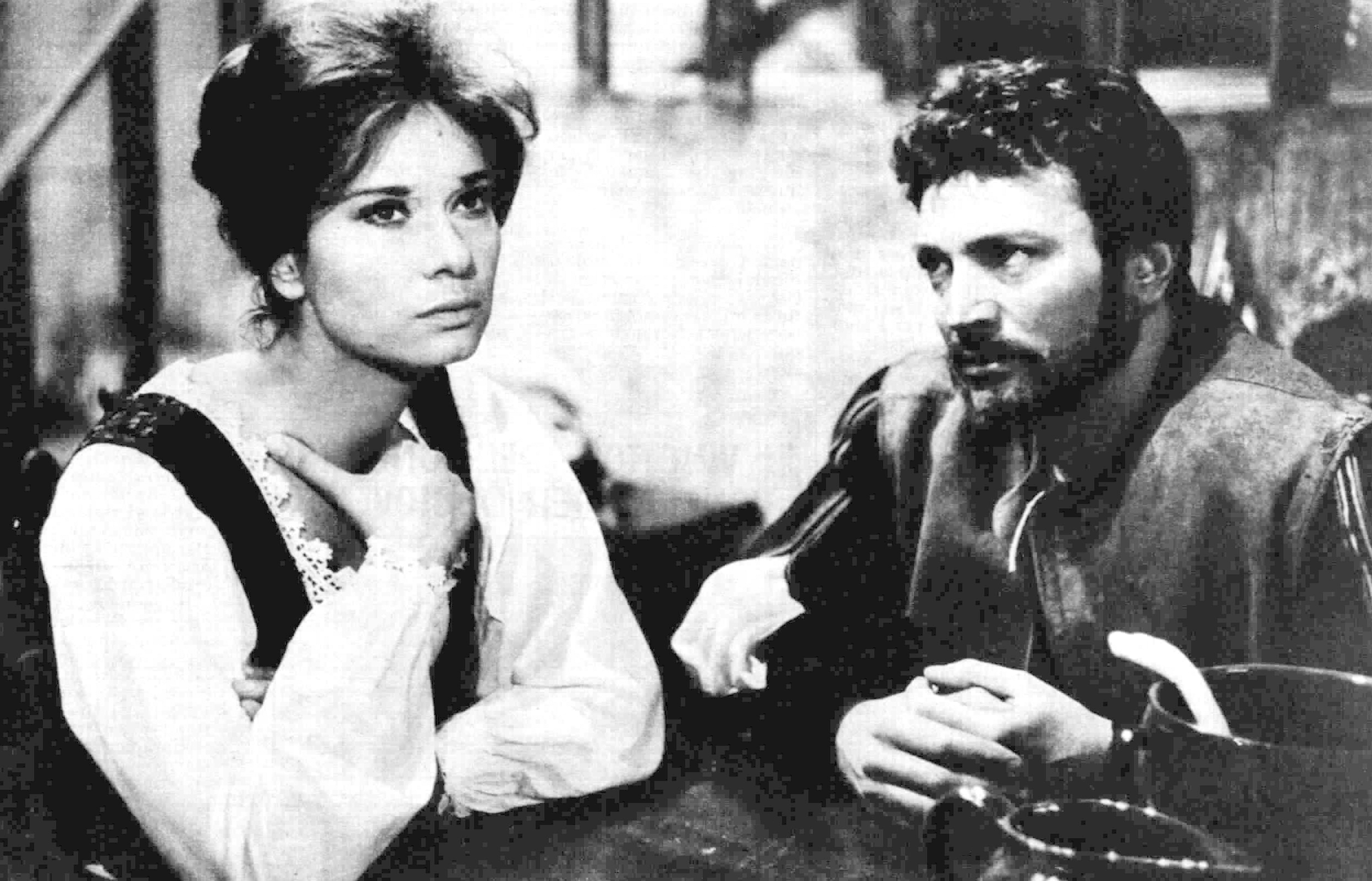
Lea Massari et Osvaldo Ruggieri en mai 1965.

Dès les premières années de sa carrière, elle est souvent entourée d'acteurs français comme Jean Sorel dans Ça s'est passé à Rome (1960), Robert Hossein dans Le Monte-charge (1962), Alain Delon dans L'Insoumis (1964) d'Alain Cavalier et Le Professeur (1972) de Valerio Zurlini (pour lequel elle a remporté le premier de ses deux Rubans d'argent), Maurice Ronet dans Le Jardin des délices (1967), le premier film de Silvano Agosti, fortement censuré en Italie, Jean-Louis Trintignant dans La Course du lièvre à travers les champs de René Clément (1972), Yves Montand dans Le Fils de Pierre Granier-Deferre (1973), Philippe Leroy dans La Ligne du fleuve d'Aldo Scavarda (1976), Lino Ventura dans Le Silencieux (1973) et La Septième Cible (1984) de Claude Pinoteau et Jean-Paul Belmondo dans Peur sur la ville (1975) d'Henri Verneuil. En 1970, elle fait équipe avec Michel Piccoli et Romy Schneider dans Les Choses de la vie, premier succès du réalisateur Claude Sautet, pour lequel l'actrice romaine obtient le prix Louis-Delluc ; elle retrouvera Piccoli en 1973 avec La Femme en bleu de Michel Deville et en 1979 avec Le Divorcement de Pierre Barouh.
Elle est appréciée en France, notamment après avoir abordé le thème controversé de l'inceste dans Le Souffle au cœur (1971) de Louis Malle, qui lui vaut par ailleurs une dénonciation retentissante en Italie pour corruption de mineur, clôturée par un acquittement total. Elle reçoit en 1973 une Étoile de Cristal de la meilleure actrice étrangère pour La Course du lièvre à travers les champs. En 1969, elle joue également aux côtés de Gérard Blain et du débutant Teo Teocoli dans le film Paul et Françoise de Gianni Vernuccio, sorti deux ans plus tard. Après avoir joué dans L'Impossible Objet (1973) de John Frankenheimer, aux côtés d'Alan Bates et de Dominique Sanda, et dans Allonsanfàn (1974) de Paolo et Vittorio Taviani, aux côtés de Marcello Mastroianni, elle est appelée à participer en tant que jurée au Festival de Cannes 1975. En 1977, elle participe avec Riccardo Cucciolla à Antonio Gramsci: I giorni del carcere de Lino Del Fra, un film adapté des Cahiers de prison du membre fondateur du Parti communiste italien qui remporte le Léopard d'or au Festival du film de Locarno. En 1979, elle reçoit son deuxième Ruban d'argent pour le rôle de Luisa Levi dans Le Christ s'est arrêté à Eboli (1978) de Francesco Rosi, où elle joue aux côtés de Gian Maria Volonté, que l'actrice considère comme le meilleur collègue avec lequel elle ait jamais travaillé.

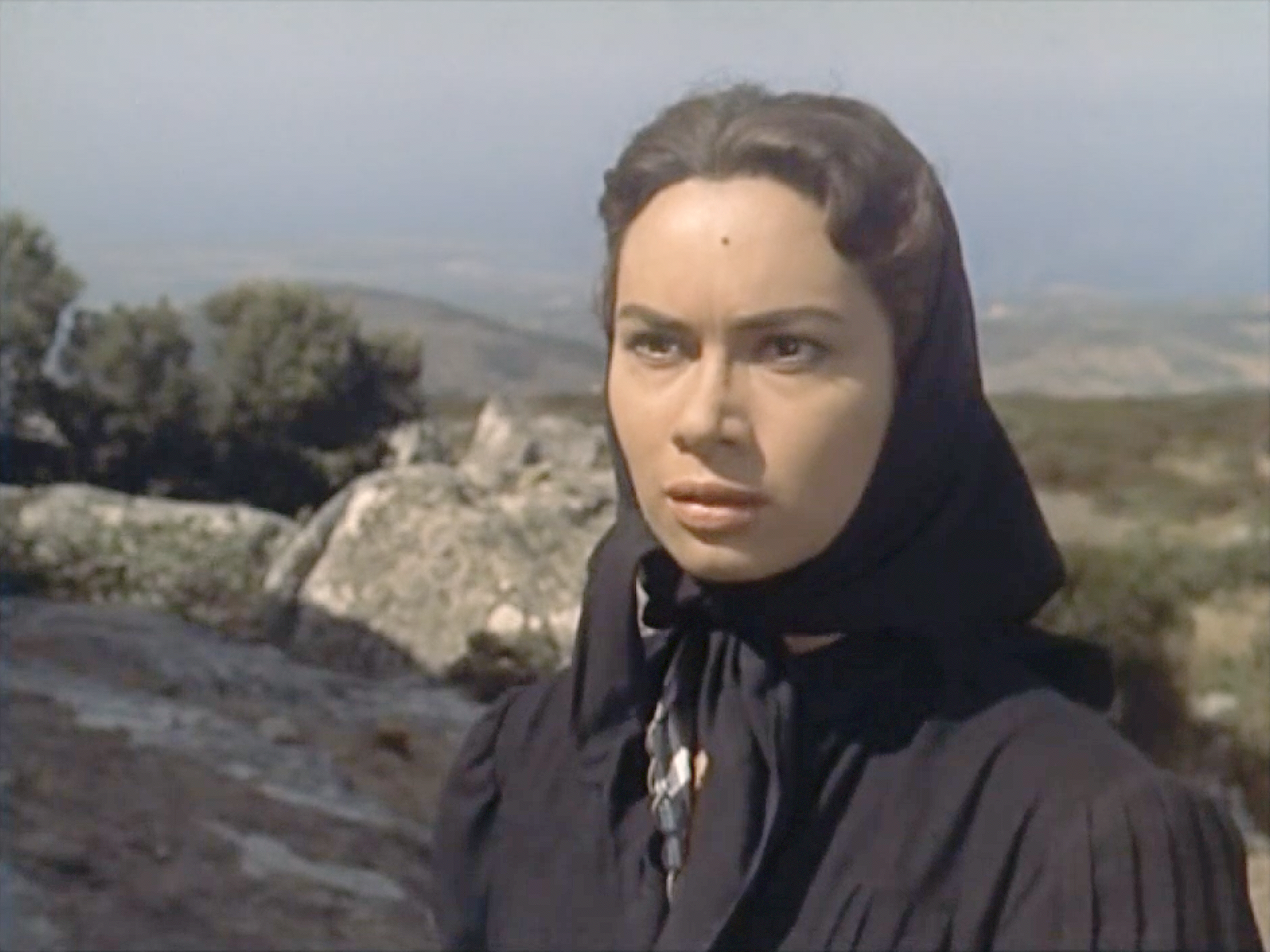
Lea Massari dans Du sang dans le soleil (1954).

Massari a également travaillé au théâtre, notamment dans Deux sur la balançoire (1960) de William Gibson, mis en scène par Arnoldo Foà, et pour la télévision, comme dans Capitan Fracassa (1958), I promessi sposi (1967), dans le rôle de la Religieuse de Monza, I fratelli Karamazov (1969) et Quaderno proibito (1980) ; sa prestation dans Anna Karenina (1974) de Sandro Bolchi, un téléfilm rediffusé plusieurs fois par la Rai, a été particulièrement appréciée par le public et la critique. Sa dernière apparition sur le petit écran a été dans Una donna spezzata (1988) de Marco Leto, adapté du roman La Femme rompue de Simone de Beauvoir et scénarisé par Massari elle-même.
Elle a réduit son activité artistique depuis le début des années 1980. Elle réapparaît dans le film Segreti segreti (1985) de Giuseppe Bertolucci (où elle joue le rôle douloureux de la mère suicidaire de Lina Sastri), pour se consacrer résolument aux campagnes écologistes et de défense des animaux. Actrice notoirement peu encline au vedettariat, timide et réservée, souvent obligée de vivre et de travailler à l'étranger également en raison du travail de son mari, elle s'est finalement retirée de la vie publique en 1990, à l'âge de 57 ans. Par la suite, elle apparaît rarement en public et accorde peu d'interviews, refusant également diverses invitations à revenir sur les plateaux de cinéma, comme celle qu'elle reçoit de Ferzan Özpetek, qui aurait souhaiter l'engager dans Cuore sacro en 2005, dans un rôle attribué par la suite à Lisa Gastoni. Son dernier film, qui a eu peu de succès, est Viaggio d'amore (1990) d'Ottavio Fabbri, scénarisé par Tonino Guerra, où elle joue aux côtés d'Omar Sharif. Après s'être retirée de la scène, elle s'est installée en Sardaigne avec son mari Carlo Bianchini, un ancien commandant de bord d'Alitalia, épousé en 1963 et dont elle a divorcé en 2004. À la suite de problèmes pécuniaires, elle a vendu aux enchères son importante collection de bijoux anciens en 1994.
Outre ses campagnes pour la défense des animaux et contre la vivisection, elle était passionnée de guitare et de musique brésilienne.
Elle meurt à Rome le 23 juin 2025 à l'âge de 91 ans, et est inhumée au cimetière de Sutri.

## Filmographie

### Cinéma
- 1954 : Du sang dans le soleil (Proibito) de Mario Monicelli : Agnese Barras
- 1957 : Rien que nous deux (I sogni nel cassetto) de Renato Castellani : Lucia Moretti
- 1958 : Résurrection (Auferstehung) de Rolf Hansen : Marja Pawlowna
- 1960 : L'avventura de Michelangelo Antonioni : Anna
- 1960 : Ça s'est passé à Rome (La giornata balorda) de Mauro Bolognini : Freja
- 1961 : Le Colosse de Rhodes (Il colosso di Rodi) de Sergio Leone : Diala
- 1961 : Une vie difficile (Una vita difficile) de Dino Risi : Elena Pavinato
- 1961 : Morte di un bandito de Giuseppe Amato : Santa
- 1961 : I sogni muoiono all'alba de Mario Craveri, Enrico Gras et Indro Montanelli : Anna Miklos
- 1962 : Le Monte-charge de Marcel Bluwal : Marthe Dravet
- 1962 : La Bataille de Naples (Le quattro giornate di Napoli) de Nanni Loy : Maria (non créditée)
- 1962 : L'Arsenal de la peur (La citta prigioniera) de Joseph Anthony : Lelia Mendores
- 1964 : Les Bandits (Llanto por un bandito) de Carlos Saura : Maria Jeronima
- 1964 : La coda del diavolo de Moraldo Rossi (it)
- 1964 : L'Insoumis d'Alain Cavalier : Dominique Servet
- 1965 : À l'italienne (Made in Italy), section Us et coutumes de Nanni Loy : Monica
- 1965 : Des filles pour l'armée (Le soldatesse) de Valerio Zurlini : Toula
- 1967 : Le Jardin des délices (Il giardino delle Delizie) de Silvano Agosti : la voisine de chambre
- 1968 : Volver a vivir (Grazie amore mio) de Mario Camus : Maria
- 1968 : Clayton l'Implacable (Lo voglio morto) de Paolo Bianchini : Aloma
- 1970 : Céleste de Michel Gast : Hélène
- 1970 : Les Choses de la vie de Claude Sautet : Catherine Bérard
- 1971 : Le Souffle au cœur de Louis Malle : Clara Chevalier
- 1971 : La Machination (Senza via d'uscita) de Piero Sciumè : Hélène
- 1971 : Paul et Françoise (Paolo e Francesca) de Gianni Vernuccio
- 1972 : Le Professeur (La prima notte di quiete) de Valerio Zurlini : Monica
- 1972 : La Course du lièvre à travers les champs de René Clément : Sugar
- 1973 : L'Impossible Objet de John Frankenheimer : La femme
- 1973 : Le Silencieux de Claude Pinoteau : Maria Menela
- 1973 : Le Fils de Pierre Granier-Deferre : Maria
- 1973 : La Femme en bleu de Michel Deville : Aurélie
- 1973 : Allonsanfàn des frères Taviani : Charlotte
- 1974 : La Main à couper d'Étienne Périer : Hélène Noblet
- 1975 : Peur sur la ville d'Henri Verneuil : Norah Elmer
- 1976 : L'Ordinateur des pompes funèbres de Gérard Pirès : Gloria
- 1976 : Chi dice donna, dice donna, section Papa e maman de Tonino Cervi : Gilbert
- 1976 : La Ligne du fleuve (La linea del fiume) d'Aldo Scavarda : Amanda Treves
- 1977 : Repérages de Michel Soutter : Cecilia
- 1977 : Antonio Gramsci: I giorni del carcere de Lino Del Fra  : Tania
- 1977 : Violette et François de Jacques Rouffio : La mère de François
- 1978 : Les Rendez-vous d'Anna de Chantal Akerman : La mère d'Anna
- 1978 : Sale Rêveur de Jean-Marie Périer : Josèphe
- 1979 : Le Christ s'est arrêté à Eboli (Cristo si è fermato a Eboli) de Francesco Rosi : Luisa Levi
- 1979 : Les Crocs du diable (El perro) d'Antonio Isasi-Isasmendi : Muriel
- 1979 : Le Divorcement de Pierre Barouh : Rosa
- 1981 : La Flambeuse de Rachel Weinberg : Lousie
- 1983 : Sarah de Maurice Dugowson : Carla Angelli
- 1984 : La Septième Cible de Claude Pinoteau : Nelly
- 1985 : Segreti segreti de Giuseppe Bertolucci : Marta, la mère de Laura
- 1990 : Viaggio d'amore d'Ottavio Fabbri (it) : Zaira

### Télévision
- 1958 : Capitan Fracassa (mini-série télévisée) d'Anton Giulio Majano : Isabella
- 1967 : Les Fiancés (I promessi sposi) (mini-série télévisée) de Sandro Bolchi : la dame de Monza
- 1967 : Holiday (Incantesimo) (téléfilm) de Leonardo Cortese : Linda Seton
- 1969 : I fratelli Karamazov (mini-série télévisée) de Sandro Bolchi : Agrafena Aleksandrovna
- 1974 : Anna Karenina (mini-série télévisée) de Sandro Bolchi : Anna Karénine
- 1980 : Quaderno proibito (mini-série télévisée) de Marco Leto : Valeria
- 1984 : Le Vignoble des maudits (La vigna di uve nere) (mini-série télévisée) de Sandro Bolchi : Concetta
- 1986 : Una donna a Venezia (mini-série télévisée) de Sandro Bolchi : Tina
- 1988 : Una donna spezzata (téléfilm) de Marco Leto : Virginia